# Рудничный бор
Рудничный бор — природный комплекс на правом берегу реки Томь в городе Кемерово, Кемеровская область — Кузбасс. Памятник природы местного значения.
На территории бора представлено два основных типа растительности: лесной и степной. Основная лесообразующая порода — сосна. Для сосняка характерен густой подлесок, который в основном образуют черёмуха обыкновенная и рябина сибирская. Растительность представлена 380 видами, в том числе редкими, такими как ирис приземистый, ковыль перистый, качим Патрэна, многорядник Брауна, мутинус Равенеля. На территории Рудничного бора зарегистрировано более 100 видов птиц, 3 вида пресмыкающихся, 2 вида земноводных. Рудничный бор является местом для массового активного отдыха и занятий физическими упражнениями. Большую часть его территории занимает прогулочная зона.